# Compsibidion vanum
Compsibidion vanum är en skalbaggsart som först beskrevs av Thomson 1867.  Compsibidion vanum ingår i släktet Compsibidion och familjen långhorningar.
Artens utbredningsområde är:
- El Salvador.
- Guatemala.
- Guyana.
- Honduras.
- Nicaragua.
- Surinam.
- Venezuela.

Inga underarter finns listade i Catalogue of Life.